# Neuhausen ob Eck
Neuhausen ob Eck település Németországban, azon belül Baden-Württembergben. Lakosainak száma 4115 fő (2023. december 31.).

## Népesség
A település népessége az elmúlt években az alábbi módon változott:
| Lakosok száma | 2409 | 3258 | 3063 | 3188 | 3090 | 3312 | 3635 | 3891 | 3755 | 4115 |
|               | 1961 | 1967 | 1974 | 1980 | 1987 | 1993 | 2000 | 2006 | 2013 | 2023 |